# آگیوس افستاتیوس
آگیوس افستاتیوس (به لاتین: Agios Efstathios) یک منطقهٔ مسکونی در قبرس شمالی است که در ناحیه اسکله واقع شده‌است. آگیوس افستاتیوس ۳۶ نفر جمعیت دارد.